# Alior Bank
Alior Bank SA  er en polsk bank. De tilbyder universelle bankprodukter. Den blev etableret i 2008 og har hovedkvarter i Warszawa.